# Ženevska deklaracija (1918.)
Ženevska deklaracija je sporazum sklopljen zadnjeg dana Ženevske konferencije, koja je trajala od 6. do 9. studenoga 1918. između predsjednika srpske vlade Nikole Pašića i predsjednika Narodnoga vijeća SHS Antona Korošeca, uz sudjelovanje predstavnika Jugoslavenskog odbora Ante Trumbića i srpske oporbe. Deklaracijom je bilo predviđeno da Država SHS i Kraljevina Srbija ostanu zasebni teritoriji sa zakonodavnim i upravnim funkcijama u autonomninm poslovima sve do osnivanja zajedničke vlade nove države. Njome je priznata ravnopravnost Države Slovenaca, Hrvata i Srba s Kraljevinom Srbijom pri ujedinjenju južnoslavenskih naroda u zajedničku državu, o unutarnjem uređenju koje će odlučiti Ustavotvorna skupština, izabrana na demokratskim načelima. Utvrđeno je osnivanje zajedničke vlade, koju će činiti po tri člana iz srpske vlade i Narodnoga vijeća SHS-a, u djelokrug koje će ući vanjska politika, vojska i mornarica, dok će o unutarnjim poslovima i dalje odlučivati vlade Kraljevine Srbije i Države SHS. Time je trebala biti uspostavljena ravnopravnost obaju dijelova nove države - što nije odgovaralo hegemonističkoj politici srpske vlade, te je Nikola Pašić čim se vratio u Beograd opozvao svoj potpis. Tako Ženevska deklaracija nikada nije stupila na snagu, a rad na stvaranju zajedničke države prenio se na dogovor srpske vlade i Narodnoga vijeća Države SHS,  čiji su predstavnici u pregovorima bili pritisnuti činjenicom da su talijanske trupe okupirale ne samo Istru, nego i veliki dio Dalmacije; te uvelike izmanipulirani od Svetozara Pribićevića, koji je svoje korake kao vodećeg hrvatskog dužnosnika u potpunosti koordinirao s obavještajnim strukturama Srbije.

## Povijest
Rješavanje jugoslavenskog pitanja osnivanjem Države SHS stavilo je velesile Antante i Srbiju pred najtežu dilemu. Jer na putu stvaranja Velike Srbije našla se nova država, dvostruko veća i po teritoriju i po stanovništvu. 4 prema 8 milijuna. Četverogodišnja aktivnost Jugoslavenskog odbora saveznicima je otkrila da se radi o veoma kompliciranom problemu. S jedne strane stvorio se dojam kako se radi o etnički istim ili sličnim narodima, ali i o povijesno različitim narodima po kulturi, pismu i vjeri. U takvim okolnostima saveznici su vršili pritisak na obje strane da moraju doći do nekoga kompromisa. Ne mogavši dalje odgađati probleme, delegacije Kraljevine Srbije te Države SHS i Jugoslavenskog odbora pregovarale su 9. studenoga 1918. u Ženevi i potpisale dokument poznat pod imenom Ženevska deklaracija u kojemu, između ostalog, stoji:

... Predstavnici vlade Kraljevine Srbije i... predstavnici Narodnog vijeća u Zagrebu, predstavnici Jugoslavenskog odbora u Londonu... sretni su što mogu jednodušno, svečano i pred cijelim svijetom konstatirati svoje ujedinjavanje u državu Srba, Hrvata i Slovenaca...

Deklaracija, dalje, priznaje postojanje dviju zasebnih država – Kraljevine Srbije i Države SHS:

... Vlada Kraljevine Srbije i Narodno vijeće u Zagrebu produžit će otpravljati poslove svaki u svom unutrašnjem i teritorijalnom djelokrugu... dok Velika skupština (konstituanta)... ustavom ne propiše definitivno ustrojstvo države...

Konferencija je zaključila da se formira “zajedničko ministarstvo” za vanjsku politiku i vojne poslove i za pripreme konstituante. Ona priznaje stvorene vlade u zemljama Države SHS. Pregovori dviju državnih delegacija u Ženevi mogli su biti model za budući državni život složene države u kojoj bi se odluke donosile konsenzusom. Ženevska konferencija je, via facti, priznala postojanje dviju država i njihovo pravo na dobrovoljno udruživanje. Zato se može reći da se radilo o konfederaciji dviju država, pri čemu je Srbija bila centralistička monarhija, a Država SHS federacija južnoslavenskih zemalja bivše Austro-Ugarske. Okupljanjem oko sebe upravo tih zemalja, Hrvatska je ostvarila svoj nacionalni program, ne, naravno, u Habsburškoj Monarhiji već u novoj, također multinacionalnoj južnoslavenskoj državi. Dokumenti i političke rasprave o raskidu državno-pravnih veza Hrvatske s Austro-Ugarskom i stvaranju Države SHS ne spominju Jugoslaviju i ujedinjenje sa Srbijom. Ne može se dokazati da se to nije smjelo zbog aktualnog režima, jer se on već bio raspao i nije uopće reagirao na očigledne oštre napade na temelje Habsburške Monarhije. Već u svibnju 1917. u austrijskom parlamentu su slovenski, dalmatinski i istarski zastupnici slobodno govorili o stvaranju države Južnih Slavena u Monarhiji. Svi dokumenti iz tog vremena potvrđuju da su mase bile protiv ulaska Hrvatske u Jugoslaviju, posebno protiv srpske dinastije. Uostalom, teško je i bilo očekivati da bi hrvatski narod koji je stoljećima živio u sređenoj srednjoeuropskoj zajednici brojnih naroda, a u četiri ratne godine bio lojalan Habsburškoj Monarhiji, odjednom mogao prihvatiti Srbiju protiv koje je ratovao od 1914. do 1918.
U pregovorima hrvatskih i srpskih političara 1918. o formiranju zajedničke države sudarala su se dva gotovo nepomirljiva svijeta. Hrvatska politička elita oblikovala se u borbi za nacionalnu državu protiv mađarskoga i njemačkog nacionalizma, ne pristajući na manje od onoga što je kao autonomiju imala u Austro-Ugarskoj. Ona se oblikovala u procedurama dogovaranja i sporazumijevanja. Nasuprot takvoj političkoj kulturi, Hrvati su se sukobili s novim protivnicima čiji stil je bio sila, arogancija i diktat. Među srpskim političarima nije bilo republikanaca, svi su oni bili monarhisti. Opijeni trijumfalizmom koji se razvio u tri pobjedonosna rata vođena u proteklih 6 godina (1912. – 1918.), Srbi, skloni militarizmu, razvijali su kult jedinstvene centralističke države, a Hrvati, većinom skloni pacifizmu, željeli su konfederaciju. Srbi su se odnosili prema zemljama i narodima – Hrvatima i Slovencima – kao prema Kosovu i Makedoniji 1912. Nisu im pristupali kao formiranim nacijama i povijesnim zemljama, već su to sveli na tehničku operaciju priključenja Srbiji, čemu slijedi uspostavljanje državnog aparata kojim se centralistički upravlja iz Beograda.
Jednom riječju, radilo se ne samo o sudaru dviju državno-pravnih koncepcija već i o dva kulturno-civilizacijska mentaliteta, dvije vjere i dva različita pisma. Slovenska nacionalna svijest također je bila formirana u 19. stoljeću i uglavnom je bila slična hrvatskoj ideologiji i političkoj kulturi. Razlika je bila u tome što Slovenci nisu imali svoju kraljevinu niti državno-pravni legitimet kao Hrvati pa su se oslonili na Hrvatsku preko koje bi realizirali svoje nacionalne ideje. Kao formirana nacija također nisu mogli prihvatiti unitarizam i centralizam kao trajno stanje. Štoviše, Slovenci su tijekom 1917. i 1918. odigrali inicijalnu ulogu u formiranju Narodnoga vijeća i stvaranju Države SHS. Sljedeća je bitna razlika bila i u tome što su i Hrvati i Slovenci s oduševljenjem prihvatili duh novoga doba – demokraciju i pravo naroda na samoopredjeljenje – koji su deklarirale SAD i Lenjinova Rusija. Srpska elita koja se rađala u okolnostima oslobodilačkih ratova, ekspanzije i osvajanja, nije se osvrtala na ideje svijeta koji se rađao na porazima imperijalističkih vele sila, a kamoli ih uvažavala.
Nepremostive ideološke, političke i ostale razlike između vodećih političkih i vojnih aktera Srbije i južnoslavenskih zemalja Austro-Ugarske imale su svoj dublji korijen i u razlikama među nacijama. Srbijansko seljaštvo u zanosu stvaranja nove dvostruko veće države slijedilo je svoju vladajuću klasu; u Hrvatskoj pak, ono je bilo ošamućeno u času raspada višestoljetnoga sustava, zadojeno rušilačkim nabojima protiv državne vlasti i protiv “otuđene gospode”, protiv militarizma i feudalnih ostataka – nošeno spontanom željom ne samo razaranja staroga režima već i protiv nametanja novoga režima. Tako goleme razlike između Srbije i ostalih južnoslavenskih zemalja nisu se mogle “premostiti” osim silom. Uostalom, u javnom su se životu čuli samo glasovi društvene elite – političara, književnika, svećenika, intelektualaca, birokrata; seljaci su jedva znali za postojanje Srbije. Sve se to odvijalo pod vrlo nepovoljnim međunarodnim okolnostima koje su ih prisiljavale da prihvate stvaranje Jugoslavije.

## Vanjske poveznice
- Tekstovi: Ženevska deklaracija 9. studenoga 1918. (str. 3. i 4.), Zapisnik sa Ženevske konferencije 6.-9. studenoga 1918. (str. 4. i 5.)
- Dr. Josip Andrić, Deseta godišnjica ženevske deklaracije, Narodna svijest, br. 46, god. X, 15. studenoga 1928.
- Ljubo Boban, Hrvatske granice: od 1918. do 1991. godine, fhs.hr